# Мовчинов
Мовчи́нов (укр. Мовчинів) – село, расположенное на территории Бахмачского района Черниговской области (Украина).
Население составляет 203 жителя (2006 год). Плотность населения — 8 120 чел/кв.км.
Впервые упоминается в 1695 году.
Село Мовчинов находится примерно в 7 км к востоку от центра города Бахмач. Средняя высота населённого пункта — 146 м над уровнем моря. Село находится в зоне умеренно континентального климата.
Национальный состав представлен преимущественно украинцами, конфессиональный состав — христианами.